# شوبريا

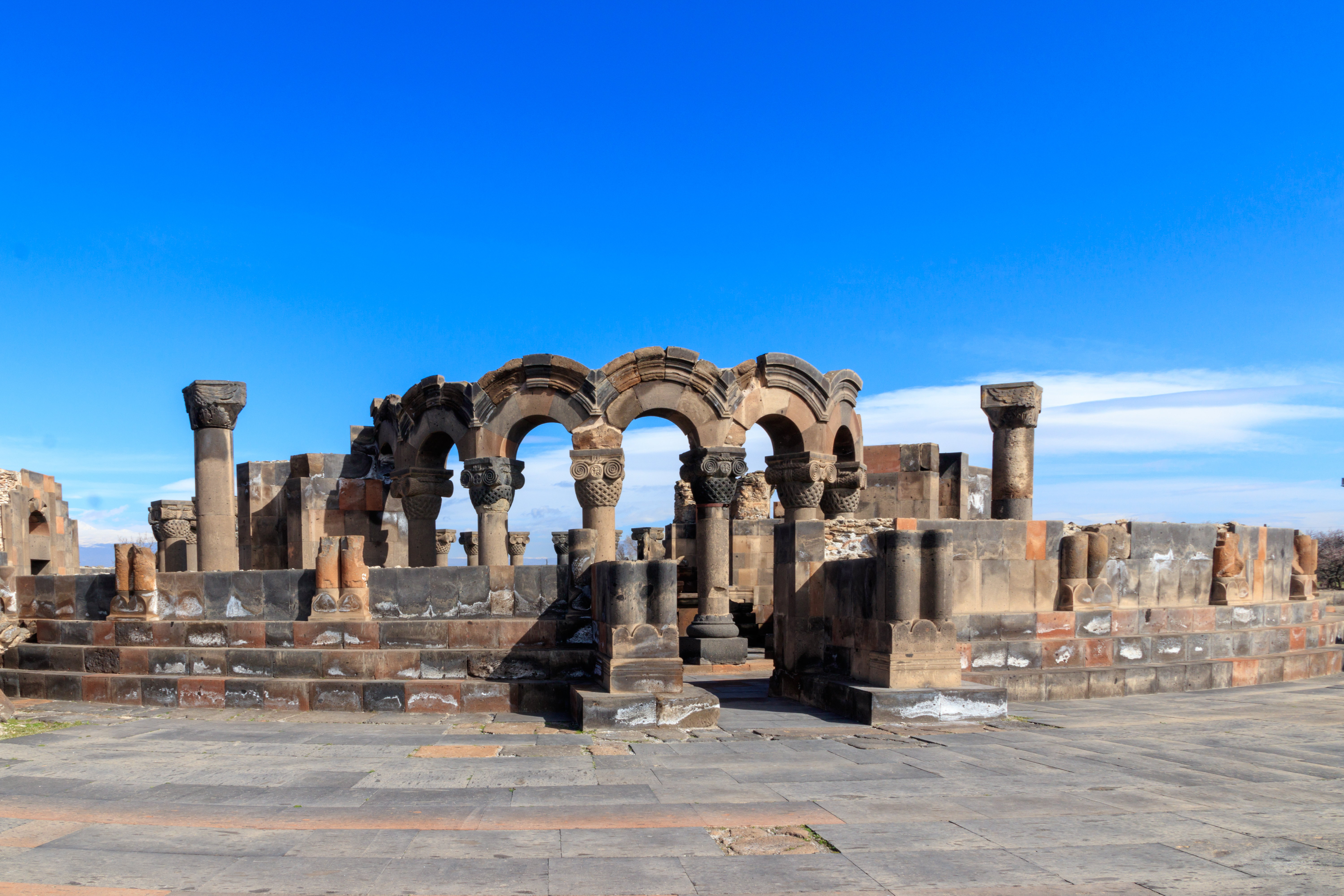
بقايا معبد زفارتنوتس، العمارة الأرمنية المبكرة في العصور الوسطى (640-650 م) مع جبل أرارات في الخلفية

كانت شوبريا (بالإنجليزية: Shupria أو Shubria)‏ (بالأرمنية: Շուպրիա) مملكة حورية عُرِفت من المصادر الآشورية من القرن الثالث عشر قبل الميلاد وما بعده تقع في المرتفعات الأرمنية وإلى الجنوب الغربي من بحيرة وان المتاخمة لمملكة أورارتو. وكانت عاصمتها أوبومو (بالإنجليزية: Ubbumu)‏. غالبًا ما يُنظر إلى اسم شوبريا على أنه مشتق من مملكة سوبارتو السابقة أو حتى مرادف لها (شوبور بالسومرية: شوبور Shubur) المذكورة في سجلات الرافدين في وقت مبكر من الألفية الثالثة قبل الميلاد. ومع ذلك، يبدو أن السومريين قد استخدموا اسم سوبارتو لوصف منطقة تتوافق مع بلاد الرافدين العليا و/أو آشور.
فسر إرنست فايدنر الأدلة النصية للإشارة إلى أن ملك ميتاني شاتوارا الأول أصبح حاكمًا لدولة تابعة أقل قوة تدعى شوبريا أو سوبارتو، وذلك بعد هزيمته على يد الملك أداد-نيراري الأول من الإمبراطورية الآشورية الوسطى في أوائل القرن الثالث عشر قبل الميلاد.
بغض النظر، وقعت المنطقة تحت حكم مملكة أورارتو في القرن التاسع قبل الميلاد. ساهم نسلهم، وفقًا لبعض العلماء، في تكوين عرقي للأرمن. ربط بعض العلماء منطقة في أراضي المملكة تدعى أرمي (بالإنجليزية: Arme)‏ (أو أرماني (بالإنجليزية: Armani)‏) باسم أرمينيا. ادعى العلماء المسلمون في العصور الوسطى بالاعتماد على المصادر القديمة أن شعب سوبار (سوبارتو أو شوبريا) وأرماني (الأرمن) قد تقاسموا النسب. يشمل هؤلاء العلماء الرحالة والمؤرخ العثماني من القرن السابع عشر أوليا جلبي (بالإنجليزية: Evliya Çelebi)‏
«درويش محمد زيلي» (بالإنجليزية: Derviş Mehmed Zillî)‏ في أهم مؤلفاته سياحت نامه (الكتاب الرابع، الفصل 41).
في أوائل القرن السابع قبل الميلاد، ورد ذكر شوبريا في رسالة الملك الآشوري آسرحدون إلى الإله آشور. قام أسرحدون بحملة استكشافية ضد شوبريا عام 674 وأخضعها لسيطرته.
ذُكِر ملك واحد لشوبريا على الأقل وهو أنهيتي (بالإنجليزية: Anhitte)‏ من قبل الملك الآشوري شلمنصر الثالث.

## مصطلح أرمي-شوبريا
لم تُذكر شوبريا في نصوص مملكة أورارتيا. لهذا السبب، افترض المؤرخ جيورجي ميليكيشفيلي أن المصطلح الأورارتي أورمي (بالإنجليزية: Urme)‏ يشير إلى شوبريا أو يتداخل معها جغرافيًا. لم يوافق المؤرخ إيغور إم. دياكونوف على ذلك وصاغ مصطلح «أرمي-شوبريا» (بالإنجليزية: Arme-Shupria)‏ (أو أورمي-شوبريا (بالإنجليزية: Urme-Shupria)‏ للإشارة إلى منطقة أوسع في منبع دجلة وسهل موش. تم استخدام هذا المصطلح في الغالب في دول ما بعد الاتحاد السوفيتي وهو غائب تقريبًا في الأدب الغربي. كما أن المصطلح غير موجود في كل من الكتابات الآشورية والأورارتية. بالنظر إلى أن مدينة أرمي الملكية كانت نيهيريا بينما كانت المدينتان الملكيتان لشوبريا هما كوليميري وأوبومو، فمن غير المرجح أنهما كانا نفس المملكة. وعلى الأرجح أنهما كانا مختلفين ولكن متجاورين.